# Mystera
Mystera er en serie opsamlingsalbums, der er produceret af pladeselskabet Polystar i Tyskland. Mystera-albumene inkluderer musik fra en række forskellige genrer, heriblandt ambient, keltisk, klassisk, electronica, industrial, new age og verdensmusik. Mystera er primært blevet markedsført i Europa.

## Albums og spor

### Mystera(1998)
1. Morana – Mystera  3:45
2. Era – Ameno  3:45
3. Enigma – Sadness Pt. I  4:16
4. Grégorian – So Sad...  3:36
5. Mike Oldfield – Hibernaculum  3:32
6. Beautiful World – In Existence  4:17
7. Oliver Shanti & Friends – Sacral Nirvana  5:32
8. Flowers – Kiato  3:08
9. Pilgrimage – Through The Seas Of Life  4:55
10. Vangelis – Conquest Of Paradise  5:31
11. Ocean Voyager – Titanic Expedition  5:57
12. Cheyenne – Indian Dream  5:04
13. Oliver Shanti & Friends – Water – Four Circles Of Life  3:36
14. Slavik & Kemmler – Indian Spirits  3:30
15. Urga – Urga (B.O.F.)  5:02
16. Pilgrimage – Campus Stella / Field Of Stars  5:12
17. Wiener Philharmoniker – Carmina Burana – O Fortuna  2:46

I Polen indeholdt det første album:
1. 01. Ocean Voyager – Titanic Expedition
2. 02. Sarah Brightman – Captain Nemo
3. 03. Gregorian – So Sad
4. 04. Celtic Spirit – Ta Muid
5. 05. Raindance – Return from River Island
6. 06. Era – Ameno
7. 07. Estasia – Solidea
8. 08. Ronan Hardiman – Take Me With You
9. 09. Silencium – Spiritu
10. 10. Celtic Spirit – Ailein Duinn
11. 11. Pilgrimage – Campus Stella / Field of Stars
12. 12. Morana – Mystera

### Mystera II(1998)
1. Enya – Storms in Africa 4:09
2. Era – Enae Volare Mezzo 4:28
3. Enigma – Beyond the Invisible 3:41
4. Capercaillie – Ailein duinn 3:32
5. Máire Brennan – Perfect Time 4:45
6. Mike Oldfield – Let There be Light 4:52
7. Pilgrimage – Pilgrimage 4:22
8. Adiemus – Adiemus 3:56
9. B-Tribe – Háblame 4:08
10. Cheyenne – Yakima 5:13
11. Mary Jane Lamond – E horò 5:22
12. Oliver Shanti & Friends – Well Balanced 3:58
13. Ghostland – Guide me God 6:37
14. Karl Jenkins – Cantus – Song of Tears 3:53
15. The Corrs – Little Wing 5:07
16. London Symphony Orchestra – Main Title from Braveheart 2:49
17. Celtic Spirit – Lyra (Ta Muid) 2:00
18. Michael Flatley's Lord Of The Dance – Cry of the Celts 4:27

### Mystera III(1999)
1. Era – Cathar Rhythm  3:17
2. Enigma – The Child In Us  5:05
3. Sarah Brightman – Eden  4:00
4. Anteus – Kyrie  4:59
5. Salanee – Pearls  4:02
6. Shabala – Amitaya  3:43
7. Varymbaalha – African Dream  4:46
8. Oliver Shanti & Friends – Amitabha  4:51
9. Mike Oldfield – Sentinel  3:57
10. Clannad – A Bridge (That Carries Us Over)  4:28
11. Cecilia – Daughter Of The Midnight Sun  5:09
12. Pilgrimage – Rain Or Shine  5:20
13. Delorean – Gloria  3:50
14. Mind Over Matter – Shangri-La  5:27
15. Divine Works – Ancient Person Of MY Heart  5:52
16. Cheyenne – Eternal Faith  4:32
17. Karl Jenkins – Palus Nebularum  3:09
18. Vangelis – Chariots Of Fire  3:31

### Mystera 2000(IV) (1999)
1. Clannad feat. Bono – In A Lifetime  3:09
2. Méav – Ailein Duinn  4:11
3. Enigma – Mea Culpa  5:01
4. In-Mood feat. Juliette – The Last Unicorn  3:29
5. Capercaillie – Eastern Reel  4:31
6. Blackmore's Night – Shadow Of The Moon  5:03
7. Kathleen Farley – Ready For The Storm 4:10
8. Nightwish – Sleeping Sun 4:02
9. Ceredwen – The Gates Of Annwn  4:16
10. Jaqui McShee's Pentangle – The House Carpenter  6:06
11. Luar Na Lubre – Romeiro Ao Lonxe  4:00
12. Oliver Shanti & Friends – A Walk Into Tara's Valley  4:26
13. Mike Oldfield – Celtic Rain  4:43
14. F.R.E.U.D. – The Journey  3:34
15. Eleanor McEvoy – Whisper A Prayer To The Moon  4:26
16. Afro Celt Sound System – Release  7:39
17. Nostradamus – Amarilli  3:49
18. Runrig – Travellers  2:58

### Mystera V(2000)
1. Enigma – Gravity Of Love  3:57
2. Highland – Bella Stella  3:32
3. Clannad – Ri Na Cruinne  3:58
4. Michael Flatley's Lord Of The Dance – The Lord Of The Dance  4:45
5. Enya – Anywhere Is  3:44
6. The Corrs – Erin Shore  4:14
7. Adiemus – Amate Adea  5:12
8. Mike Oldfield – The Voyager  4:23
9. Celtic Spirit – Martha's Harbour  3:52
10. Amoure – The Last Gospel  4:35
11. Aura Luna – Ay Luna Que Reluzes  3:39
12. Dune – Who Wants To Live Forever  3:54
13. Morana – Aquaria  3:36
14. Sarah Brightman – In Paradisum  3:12
15. Scripture – Corn Amused  5:02
16. Máire Brennan – Oró  3:54
17. Tekanewa – Raindance  4:33
18. Chicane with Máire Brennan – Saltwater  3:23
19. Sinéad O'Connor – Feel So Different  6:47

### Mystera VI (2000)
1. Queen – Who Wants to Live Forever? 5:16
2. Enigma – Return to Innocence 4:08
3. Rosenstolz – Amo Vitam 3:31
4. Loreena McKennitt – The Mummers' Dance 5:04
5. Gregorian – Brothers in Arms 3:52
6. Simple Minds – Belfast Child 6:39
7. Sinéad O'Connor – On Raglan Road 6:03
8. Oliver Shanti & Friends – White Mother of the Universe 4:40
9. Capercaillie – Nil si I nGra 4:36
10. Era 2 – Misere Mani 4:04
11. Elysia – Elysium 4:20
12. Blackmore's Night – Greensleeves 3:47
13. Highland – Se tu Vuoi 3:35
14. Runrig – 2000 years 4:40
15. Sally Oldfield – Mirrors 3:28
16. The City Of Prague Philharmonic – "My Heart Will Go On" (temaet fra Titanic) 5:02
17. The Corrs – Toss the Feathers 2:49
18. Ilumkarada – Ortiga 3:35

### Mystera VII (2001)
1. Eva Cassidy – Fields of Gold 3:23
2. Enigma – The Screen Behind the Mirror 3:13
3. Gregorian – The Sound of Silence 3:35
4. Blackmore's Night – Fires at Midnight 5:22
5. Loreena McKennitt – The Mystic's Dream (aus "Die Nebel von Avalon") 7:40
6. Hevia – Busindre Reel 4:37
7. Oliver Shanti – White Mother of the Universe 4:40
8. David Arkenstone – The Dragon's Breath 3:29
9. Mike Oldfield – Magellan 4:41
10. Sarah Brightman – Scarborough Fair 4:13
11. Estampie – Disse Me 5:17
12. Lara Fabian – The Dream Within 4:41
13. Secret Garden – Nocturne 3:04
14. Máire Brennan – Where I Stand 5:16
15. Lesiem – Britannia 3:58
16. Ortiga – Ayemé 3:13
17. Elysia – Magnetic Wisdom 5:35
18. Capercaillie – An Gille Ban 5:08

### Mystera VIII(2002)
1. Gregorian – Moment Of Peace  3:57
2. Ortiga – Oracion  2:55
3. Amoure – Le Baiser Dernier  5:17
4. Llynya – Wide Over The Land  5:54
5. Excalibur – Celtic Dream  5:54
6. Enigma – The Eyes Of Truth  4:40
7. Ginko Garden – Secret Call  4:20
8. Magic Voices – Right Till The End  3:35
9. Erna Hemming – Avventura  4:18
10. Carma – Fortuna  4:03
11. Corciolli – Book Of Memories  4:44
12. Karen Matheson – The Dreaming Sea  4:36
13. Eva Cassidy – Kathy's Song  2:46
14. Capercaillie – Gods Alibi  3:03
15. Apocalyptica – Romance  3:27
16. Sarah Brightman – Scene D'amour  3:18
17. Pan From Paradise – Only Time  3:37

### The Best Of Mystera(2001)

#### Disc 1
1. Era – Ameno  3:45
2. Enigma – Sadness Part 1  4:15
3. Highland – Veni, Vidi, Vici  3:47
4. Vangelis – Conquest for Paradise  5:31
5. Oliver Shanti & Friends – Sacral Nirvana  5:32
6. Blue Nature – Now We Are Free  3:05
7. Delerium – Silence  4:20
8. Clannad feat. Bono – In a Lifetime  3:09
9. Sarah Brightman – Eden  4:00
10. Gregorian – Nothing Else Matters  6:16
11. Aura Luna – Ay Luna que Reluzes  3:39
12. Unio Mystica feat. Qntal – King (im Namen der Rose)  4:04
13. Máire Brennan – Oró  3:54
14. Pilgrimage – Rain or Shine  5:20
15. Amoure – Amoure  4:32
16. Celtic Spirit – Lyra (Ta Muid)  3:03
17. Mike Oldfield – Celtic Rain  4:40
18. The Corrs – Toss the Feathers  2:50

#### Disc 2
1. Morana – Mystera  3:45
2. Chicane feat. Máire Brennan – Saltwater  3:23
3. X-Perience – Island of Dreams  3:04
4. Dune – Who Wants to Live Forever  3:54
5. Era – Avemano  4:17
6. Highland – Bella Stella  3:32
7. Ortiga – Sur Azul Part 1  2:54
8. Ambra – Walking in the Air  4:06
9. Brighter Touch – Aerum Dei  3:51
10. Chorale de oména – Vero Amei  3:54
11. Scripture – Words Needed  3:56
12. Magic Voices – Australia  3:22
13. Rosenstolz – Amo Vitam  3:33
14. Schiller – Ein schöner Tag  3:45
15. Vangelis – Chariots of Fire  3:31
16. Rhapsody 2 feat. Angelique Kidjo & David Whitley – A Child is Born  3:59
17. Oceaniia – Kotahitanga  3:28
18. Loona – Salvador Dalí  4:09

### Mystera IX(2002)
1. Era – Divano  3:53
2. Vangelis – Light And Shadow  3:47
3. Highland – Quo Vadis  4:20
4. Oliver Shanti & Friends – Journey Of Shambala  4:36
5. Mike Oldfield – To Be Free  3:56
6. Gregorian – Child In Time  4:16
7. Clannea – Caislean Oir  2:05
8. Santana – Aqua Marine  3:55
9. Lesiem – Lesiem  5:06
10. Unio Mystica – Cuncti Simus : Ave Maria  3:15
11. Evolution – Sunrise  4:20
12. Maire Ryham – Mists Of Avalon  4:33
13. Lingua Mystica – Gloria  3:28
14. Hazy Garden – Minja  3:33
15. Gandalf – Fountain Of Secrets  4:38
16. Ortiga – Danza La Luna  3:44
17. Brighter Touch – Mother Nature Ballade  3:59
18. Capercailie – To The Moon  5:49
19. Sarah Brightman – La Lune  2:53